# Blåaror
Blåaror (Anodorhynchus) är ett släkte av stora papegojfåglar som hör till familjen västpapegojor.

## Arter i släktet
- Hyacintara (A. hyacinthinus)
- Blågrön ara (A. glaucus)
- Indigoara (A. leari)

Alla tre arter är utrotningshotade, blågröna aran till och med möjligen utdöd.